# Sibbo svenska församling

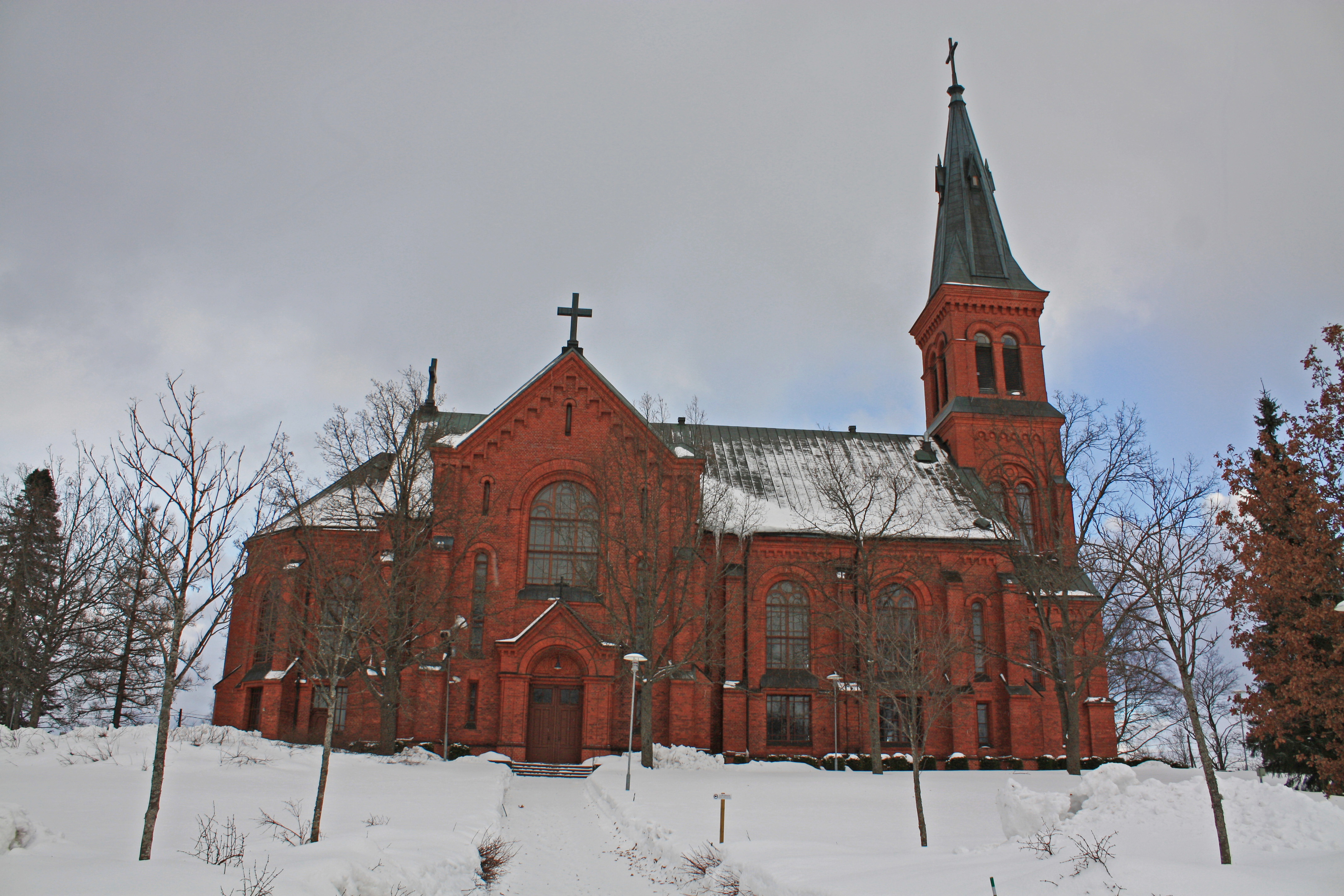
Sibbo kyrka

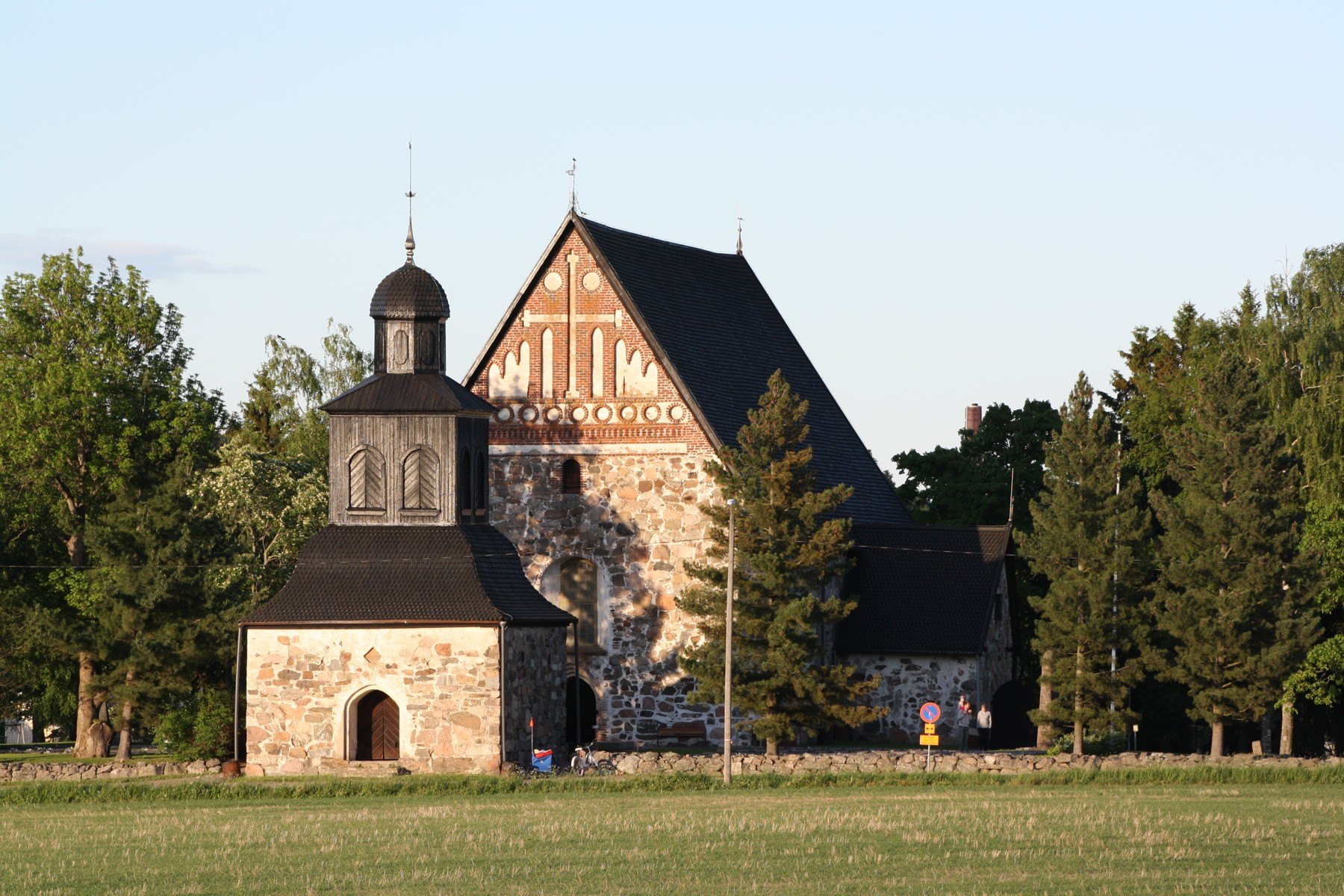
Sibbo gamla kyrka

Sibbo svenska församling är en församling i Domprosteriet i Borgå stift inom Evangelisk-lutherska kyrkan i Finland. Till församlingen hör 5 418 svenskspråkiga kyrkomedlemmar (12/2020) i Sibbo kommun i Nyland.
Kyrkoherde i församlingen är Camilla Ekholm.  

## Kyrkor
Församlingens hemkyrka är den nygotiska Sibbo kyrka (1885) i rödtegel samt Söderkulla kyrka (2018) . 
I kyrkbyn ligger också den medeltida Sibbo gamla kyrka (1454) i gråsten, helgad åt S:t Sigfrid. 
I och med justeringen av gränsen mellan Helsingfors och Sibbo 2009 kom en del av Sibbo svenska församling att överföras till Matteus församling i Helsingfors prosteri. Bland annat Östersundom hörde till detta område. När församlingen därmed miste Östersundoms kyrka, uppstod ett behov av en annan kyrka i södra Sibbo, och 2018 invigdes Söderkulla kyrka.